# Galiczica
Galiczica (mac. Галичица, Galičica) - pasmo górskie znajdujące się na granicy Macedonii Północnej i Albanii, pomiędzy jeziorami Ochrydzkim i Prespańskim. Najwyższym szczytem jest Kota, wznoszący się na wysokość 2265 m n.p.m.
Na obszarze pasma wydzielono park narodowy - Park Narodowy Galiczica.